# Pikachu Adventures!
Pikachu Adventures! (ポケットモンスター PiPiPi★アドベンチャー, Poketto Monsutā PiPiPi★Adobenchā) est un manga de Yumi Tsukirino (en) se déroulant dans le monde de Pokémon. La série comporte dix tomes édités par Shōgakukan au Japon à partir de 1998 ; en France, les cinq premiers tomes ont été publiés par Glénat à partir de 2001.
Destinée à un public féminin, cette série ne comporte presque pas de combats Pokémon ni de véritables méchants et l'intrigue est essentiellement basée sur des quêtes d'objets perdus ou la fabrication d'un philtre d'amour. Les trois dresseurs des Pokémon sont deux filles et un garçon, les filles étant amoureuses du garçon.